# إعلان استقلال إندونيسيا

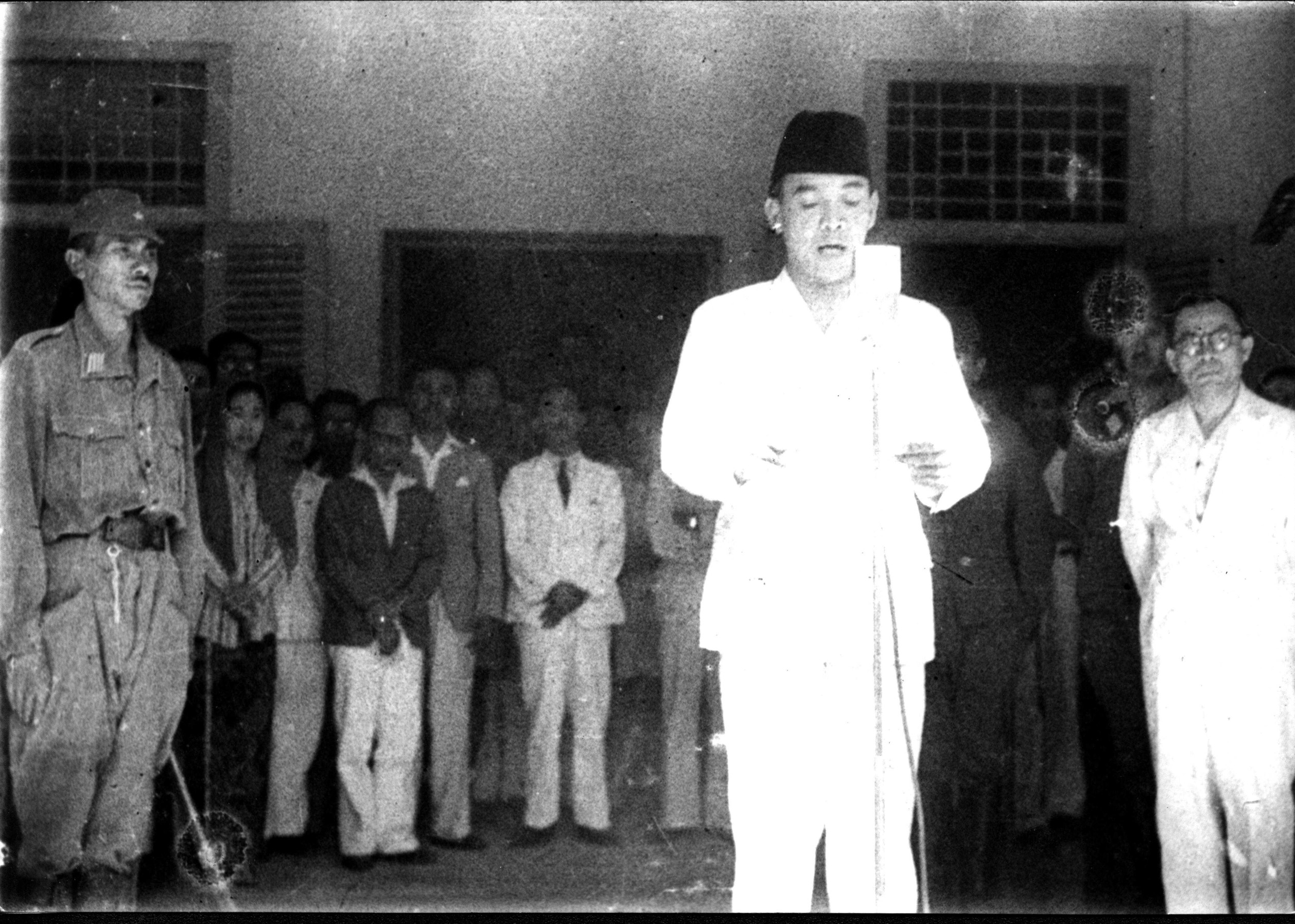
سوكارنو ، برفقة محمد حاتا (يمين)، معلنين استقلال إندونيسيا

إعلان استقلال إندونيسيا (بالإندونيسية Proklamasi Kemerdekaan) قُرأ الإعلان في الساعة 10:00 من صباح يوم الجمعة 17 أغسطس 1945. مثَّل هذا الإعلان بداية المقاومة الدبلوماسية والمسلحة للثورة الوطنية الإندونيسية التي كانت تقاتل ضد القوات الهولندية والمدنيين الموالين لهولندا، إلى أن اعترفت الأخيرة رسميًا باستقلال إندونيسيا في عام 1949. تم التوقيع على الوثيقة من قبل سوكارنو ومحمد حاتا، اللذين تم تعيينهما في اليوم التالي رئيسًا ونائبًا للرئيس على التوالي.
اعتُبر يوم إعلان استقلال اندونيسيا يوم عطلة رسمية بمرسوم حكومي صدر في 18 يونيو 1946.

## خلفية الأحداث
في عام 1602، أسس الهولنديون شركة الهند الشرقية الهولندية (VOC) وظلت هذه الشركة هي القوة الأوروبية المهيمنة على المنطقة لما يقرب من 200 عام. تم حل الشركة في عام 1800 بعد إفلاسها، أنشأت هولندا مستعمرة اُطلق عليها اسم جزر الهند الشرقية الهولندية. كانت الحكومة الاستعمارية الهولندية لديها نظام هرمي مركزي، وكان التمثيل الإندونيسي محدودًا في الحكومة. كانت أي محاولة لمقاومة الحكومة الهولندية يعاقب عليها بالسجن والنفي.
شارك في النضال من أجل الاستقلال عن هولندا العديد من الشخصيات والرموز الوطنية الأندونيسية ونتج عنه العديد من الصراعات الداخلية. إحدى حركات النضال كانت الحركة الشبابية الإندونيسية، تكونت من مجموعة من الشباب من طبقات وخلفيات تعليمية مختلفة  وضمت هذه الحركة شخصيات مثل شيرول صالح (الذي أصبح بعد الاستقلال نائبا لرئيس الوزراء الأندونيسي)،  وكايجون (ويكانا) وهو أحد تلاميذ أحمد سوكارنو (الذي أصبح رئيسا لأندونيسيا بعد الاستقلال). كما شارك في النضال من اجل الاستقلال أيضا شخصية في الحركة القومية يُدعى محمد حاتا الذي عمل على تعزيز المصالح الإندونيسية. وهناك شخصية أخرى في الحركة القومية في التاريخ الإندونيسي وهو أحمد سوكارنو، الذي أسس الحزب الوطني الإندونيسي في عام 1927، ودعا إلى الاستقلال عن الهولنديين. تلقى محمد حاتا تعليمه في إحدى الجامعات الهولندية  بينما درس سوكارنو في معهد باندونغ للتكنولوجيا حيث أصبحت المجموعة الدراسية الطلابية التي شكلها سوكارنو هي النواة التي أسست الحزب الوطني الإندونيسي. اشتهر سوكارنو بإلقاءه العديد من الخطب الشهيرة والدفاع عن الاستقلال السياسي.
في يونيو 1945 ألقى سوكارنو خطابا (يسمى بانكاسيلا) حدد فيه المبادئ الخمسة لتأسيس دولة إندونيسيا. ناقش سوكارنو في هذا الخطاب أهمية الاستقلال السياسي لأندونيسيا وأكد على المبدأ الأول لتأسيس الدولة وهو القومية كما ناقش أيضًا أهمية الدين لإندونيسيا وخاصة في مبدأ الإيمان بالله.
أضاف الغزو الياباني لإندونيسيا ديناميكية جديدة للنضال من أجل الاستقلال. هزم اليابانيون الهولنديين في عام 1942 في الحرب العالمية الثانية وانتقلوا إلى إندونيسيا، وهو ما ساعد على طرد الهولنديين من المنطقة وإعلان الأندونيسيين للاستقلال في وقت لاحق. كانت هناك انتفاضات ضد الحكم الياباني مثلما حدثت سابقا ضد الهولنديين،  حيث قام اليابانيون باستغلال المزارعين الأندونيسيين والعمال الآخرين. علاوة على ذلك، حاول اليابانيون أيضًا السيطرة على انتشار الإسلام واعتناقه بين السكان.
اعترف سوكارنو في خطاباته خلال الحرب بدور اليابان في المساعدة على تحقيق الاستقلال. تعاون محمد حاتا أيضًا مع اليابانيين، من أجل تحرير الشعب الإندونيسي من الهولنديين. عمل محمد حاتا وسوتان صاهرير وهما من رموز الحركة الوطنية سويًا من أجل استقلال إندونيسيا. ففي حين كان محمد حاتا يتعاون مع اليابانيين، ركز سوتان صاهريرعلى إنشاء شبكة دعم عند طريق حشد المقاتلين. وبدأ العديد من الشباب المتعلمين المتأثرين بـ سوتان صاهرير في جاكرتا وباندونغ في إنشاء شبكات دعم سرية لتعمل على خطط الاستقلال الإندونيسي في حال تمت هزيمة اليابان في المنطقة.
أدى انتهاء الحرب بين اليابان وهولندا في 15 أغسطس إلى تسريع عملية الاستقلال. كان قادة الشباب المدعومون من سوتان صاهرير يأملون في إعلان استقلال منفصل عن اليابانيين ولم تكن هذه الفكرة مدعومة في البداية من قبل محمد حاتا وسوكارنو. ومع ذلك، وبمساعدة ضابط عسكري ياباني رفيع المستوى وهو تاداشي مايدا، تمت صياغة إعلان الاستقلال. أعلن سوكارنو ومحمد حاتا في 17 أغسطس 1945 الاستقلال مع مجموعة من القادة الشباب.

## الإعلان
أُعدت مسودة إعلان الاستقلال قبل ساعات قليلة فقط من ليلة 16 أغسطس 1945. اجتمع كل من أحمد سوكارنو ومحمد حاتا وأحمد سوبارجو (الذي أصبح لاحقا أول وزير خارجية لأندونيسيا) في منزل الأدميرال الياباني تاداشي مايدا، يقع هذا المنزل في جاكرتا وقد تحول اليوم إلى متحف أُطلق عليه اسم (متحف صياغة نص الإعلان). إلى جانب القادة الإندونيسيين الثلاثة والأدميرال مايدا، كان هناك ثلاثة ضباط يابانيين حاضرين أيضا اثناء صياغة مسودة الاستقلال وهم: توميغورو يوشيزومي (من مكتب الاتصالات البحرية) وشيجيدا نيشيجيما وشونكي شيرو ميوشي (من الجيش الإمبراطوري الياباني) طَبع إعلان الاستقلال الصحفي الأندونيسي سايوتي ميليك. أما الأدميرال الياباني نفسه تاداشي مايدا الذي عُقد الاجتماع في منزله فقد كان نائمًا في غرفته بالطابق العلوي وموافقا على فكرة استقلال إندونيسيا، وقام بإعارة منزله من أجل صياغة إعلان الاستقلال. بينما رفض المارشال هيسايشي تيروشي وهو أعلى زعيم ياباني في جنوب شرق آسيا وابن رئيس الوزراء السابق ماساتاكه تيراأوتشي، إعلان استقلال إندونيسيا المقرر في 24 أغسطس 1945.
تم التخطيط بعناية لصياغة المسودة وإعلان الاستقلال قبل عدة أشهر من ذلك الاجتماع. واتُفق على إعلان الاستقلال في يوم 24 أغسطس 1945 إلا أن الاستسلام الياباني المفاجئ والغير مشروط للحلفاء في 15 أغسطس 1945 خلال الحرب العالمية الثانية أدى إلى تقديم موعد إعلان الاستقلال ليكون يوم 17 أغسطس 1945. نوقشت بنود ومحتوى الإعلان بشكل مطول لتحقيق التوازن بين المصالح الداخلية الإندونيسية واليابانية المتضاربة على حد سواء، بحيث لا تتم صياغته على أنه نقل رسمي للسلطة، وأن لا يؤدي الإعلان إلى دفع الشباب الإندونيسي إلى العنف. استُخدم مصطلح «نقل السلطة» في اللغة الإندونيسية لإرضاء المصالح اليابانية ليبدو أنه نقل إداري للسلطة، على الرغم من أن هذا المصطلح يمكن أن يُنظر إليه على أنه يعني السلطة السياسية. أما عبارة «بوسائل سلمية» التي ذُكرت في الإعلان فكان القصد منها هو منع الصراع بين أعضاء الحركة الشبابية الإندونيسية. استخدمت أيضا عبارة «في أقصر وقت ممكن» لتلبية رغبة جميع الإندونيسيين من أجل نيل الاستقلال في أسرع وقت.
أدى الصراع الداخلي بين أعضاء من الحركة الشبابية الإندونيسية والأفراد الآخرين الذين يعملون من أجل الاستقلال إلى الإسراع في إعلان الاستقلال، اقترح آدم مالك عقد اجتماع آخر ناقش فيه إعلان الاستقلال خارج إطار اليابان بسبب استسلام اليابان للحلفاء في الحرب العالمية الثانية. وحضر الاجتماع الذي اُقيم في منزل أحمد سوكارو شخصيات بارزة من الحركة الشبابية الإندونيسية مثل شيرول صالح وويكانا، حيث شجع ويكانا أحمد سوكارنو على إعلان الاستقلال على الفور. كان من المقرر أن يوقع على وثيقة الإعلان 27 عضوًا في اللجنة التحضيرية لاستقلال إندونيسيا (PPKI) يمثلون مختلف رموز وطبقات الأمة الأندونيسية. يبدو أن هذه الفكرة مستوحاة من إعلان استقلال الولايات المتحدة. ومع ذلك، عارضت الحركة الشبابية الإندونيسية هذه الفكرة بشدة حيث جادلت بأن بعض أعضاء اللجنة التحضيرية لاستقلال إندونيسيا كان لهم ارتباط وثيق بالاحتلال الياباني، وبالتالي سيكون هناك نوع من عدم المصداقية في صياغة إعلان الاستقلال. وبدلاً من ذلك، طالب أعضاء في الحركة الشبابية الإندونيسية بوضع توقيعات ستة منهم فقط على الوثيقة. في النهاية اتفقت جميع الأطراف المشاركة على حل وسط شمل يوضع توقيع أحمد سوكارنو ومحمد حاتا فقط على الوثيقة «باسم شعب إندونيسيا».
كان من المقرر في البداية قراءة وثيقة الاستقلال في ساحة جاكرتا المركزية، ولكن الجيش الياباني كان متواجدا هناك لمراقبة المنطقة، لذلك تم تغيير المكان إلى منزل أحمد سوكارنو. ومر إعلان الاستقلال بدون مشاكل. مَنع أفراد من الجيش الياباني إذاعة الإعلان على الراديو إلى العالم الخارجي، كما مُنع الإعلان من النشر في الصحف. ومع ذلك، سمح اليابانيون بإذاعة الإعلان عبر الهاتف والتلغراف فقط.
قام موظفو الإذاعة الإندونيسية وباستخدام أجهزة الإرسال في محطة إذاعة جاكرتا بإذاعة الوثيقة سرا مما جعلها مسموعة في جميع أنحاء البلاد. استخدمت وكالة أنباء دومى لإرسال نسخة من الإعلان إلى مدينتي باندونج ويوغياكارتا. كما قام أعضاء من الحركة الشبابية الإندونيسية في باندونغ بتسهيل بث الإعلان باللغتين الإندونيسية والإنجليزية من إذاعة باندونغ. ورُبط نظام الراديو المحلي بمكتب التلغراف المركزي وأذيع الإعلان إلى الخارج. علاوة على ذلك، فإن خطاب أحمد سوكارنو الذي ألقاه يوم الإعلان لم يُنشر بالكامل. خلال خطابه، ناقش أحمد سوكارنو المثابرة من أجل استقلال إندونيسيا في ظل الحكم الهولندي والياباني، وذكر أن إندونيسيا ليست محتلة من أي دولة أخرى.

## نص إعلان الاستقلال

### باللغة الأندونيسية
P R O K L A M A S I

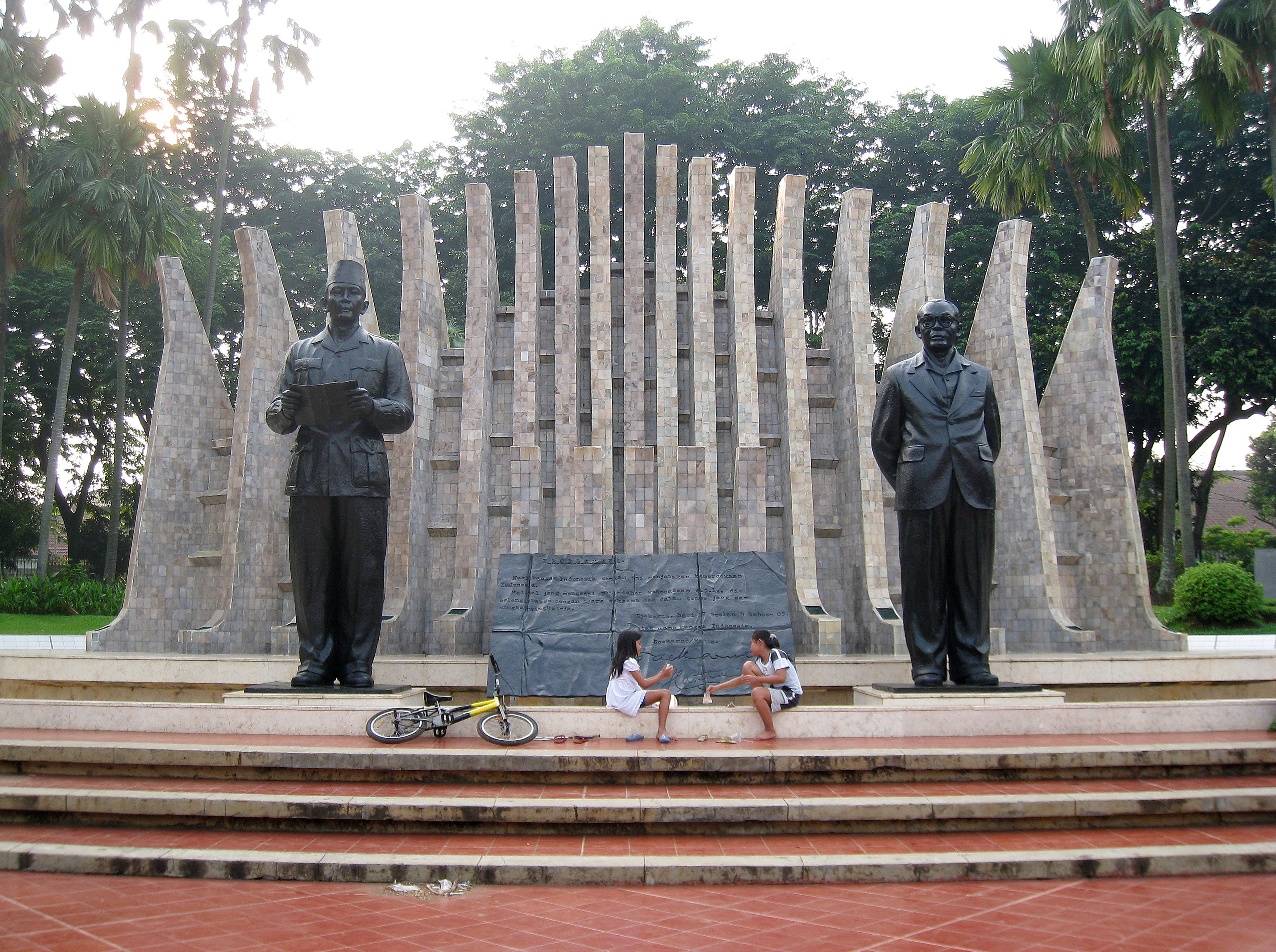
نصب تذكارى لإعلان استقلال اندونيسيا

Kami, bangsa Indonesia, dengan ini menjatakan kemerdekaan Indonesia.
Hal-hal jang mengenai pemindahan kekoeasaan d.l.l., diselenggarakan dengan tjara saksama dan dalam tempo jang sesingkat-singkatnja.
Djakarta, hari 17 boelan 8 tahoen 05

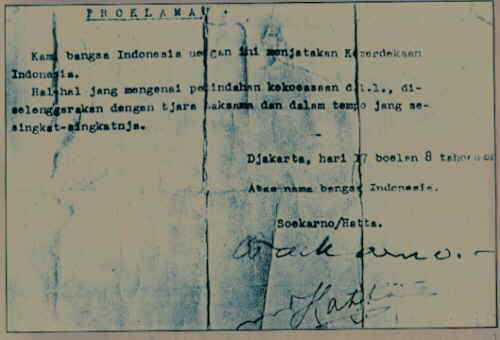
وثيقة إعلان الاستقلال الأصلية

Atas nama bangsa Indonesia,
Soekarno/Hatta.

### الترجمة

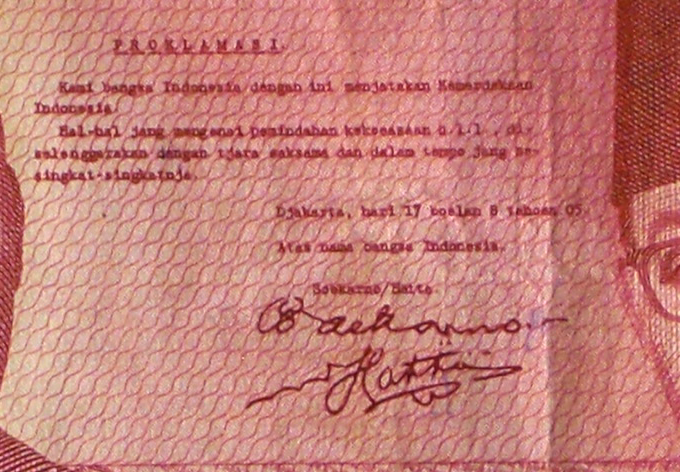
طباعة وثيقة الإستقلال الإندونسيسة على ورقة 100،000 روبية اندونيسية

تضمنت الترجمة الإنجليزية التي نشرتها وزارة الخارجية في أكتوبر 1948 الخطاب بأكمله كما قرأه سوكارنو. أدرجت الملاحظات التي تم الإدلاء بها مباشرة قبل وبعد الإعلان الفعلي. يعتقد جورج ماكترنان كاهين وهو مؤرخ من إندونيسيا، أنه هذه الملاحظات قد حُذفت من النشر في إندونيسيا إما بسبب سيطرة اليابان على وسائل الإعلام أو الخوف من إثارة رد ياباني قاس.
نحن شعب إندونيسيا، بموجب هذا نعلن استقلال اندونيسيا.
بخصوص المسائل المتعلقة بنقل السلطة، وما إلى ذلك، سيتم التعامل معها بطريقة مسؤولة وواعية وبأسرع وقت ممكن.
جاكرتا، في اليوم ال17 من الشهر 8، في العام 051.
نيابة عن الأمة من اندونيسيا.
<<التواقيع>> أحمد سوكارنو + محمد حاتا
طُبع إعلان وثيقة الاستقلال في الجزء الخلفي من الورقة النقدية الاندونيسية من فئة 100,000 روبية إندونيسية في العام 2004.

## مابعد إعلان الاستقلال
في اليوم التالي للإعلان، اجتمع أعضاء اللجنة التحضيرية لاستقلال إندونيسيا وانتخبوا أحمد سوكارنو رئيسا لأندونيسيا ومحمد حاتا نائبا للرئيس. كما صادقت اللجنة على دستور إندونيسيا الجديد. كان الهولنديون، بصفتهم القوة الاستعمارية السابقة لأندونيسيا، ينظرون إلى الأندونيسيين على أنهم متعاونون مع اليابانيين، فرغب الهولنديون في استعادة حكمهم الاستعماري مرة أخرى، حيث كان لا يزال لديهم مصالح سياسية واقتصادية في جزر الهند الشرقية الهولندية السابقة. وكانت نتيجة هذه الأطماع الهولندية هي حرب استمرت أربع سنوات من أجل استقلال إندونيسيا. لعب الشباب الإندونيسي دورًا مهمًا في الثورة الوطنية الإندونيسية حيث كانوا قد خضعوا للتدريب العسكري أثناء الاحتلال الياباني. لم يحدث الصراع فقط بين الأندونيسيين والهولنديين، ولكن أيضًا مع اليابانيين وذلك عندما حاول اليابانيون في أكتوبر 1945 استعادة السيطرة على باندونغ،  ولاحقا حاول البريطانيون السيطرة على أندونيسيا. وبعد صراع طويل من أجل الاستقلال، نالت إندونيسيا الحرية من الهولنديين في عام 1949 وأنهت بذلك جزءًا من فترة الاستعمار في آسيا.
في عام 2005، أعلنت هولندا اعترافها بتاريخ 17 أغسطس 1945 بحكم الأمر الواقع كتاريخ لاستقلال إندونيسيا، والذي فسرته وسائل الإعلام الإندونيسية على أنه قبول رسمي لتاريخ الاستقلال. ومع ذلك، في 14 سبتمبر 2011، قضت محكمة هولندية بمسؤولية هولندا في مجزرة رواجيد لأنه كان من واجبها الدفاع عن الأندونيسيين، وهو ما يشير أيضًا إلى أن المنطقة كانت جزءًا من جزر الهند الشرقية الهولندية، والذي يتعارض مع مطالبة إندونيسيا بتاريخ 17 أغسطس 1945 موعدًا لاستقلالها. في مقابلة عام 2013، طلب المؤرخ الإندونيسي سوكوتجو وآخرين معه من الحكومة الهولندية الاعتراف رسميًا بتاريخ الاستقلال. وفي عام 2020 قام الملك الهولندي فيليم ألكسندر وعقيلته الملكة ماكسيما بزيارة إلى إندونيسيا. ردد المتظاهرون شعارات مناهضة للزيارة ورفعوا لافتات كُتب عليها «نطلب الاعتراف بهذا التاريخ والاعتذار. أولئك الذين ارتكبوا أخطاء يجب أن يعتذروا لأولئك الذين عانوا». لم يكن الملك الهولندي موضع ترحيب طالما أن هولندا لا تعترف بتاريخ 17 أغسطس 1945 وهو تاريخ استقلال إندونيسيا. في 27 ديسمبر 1949 أعترفت الأمم المتحدة بتاريخ استقلال أندونيسيا.

## وصلات خارجية
- Indonesian Independence day
- Soekarno Profile